# Apeba isabellina
Apeba isabellina är en skalbaggsart som först beskrevs av Bates 1885. Apeba isabellina ingår i släktet Apeba och familjen långhorningar.
Artens utbredningsområde är Panama. Inga underarter finns listade i Catalogue of Life.